# Placenta bi-partita
 (mars 2014).
Si vous disposez d'ouvrages ou d'articles de référence ou si vous connaissez des sites web de qualité traitant du thème abordé ici, merci de compléter l'article en donnant les références utiles à sa vérifiabilité et en les liant à la section « Notes et références ».

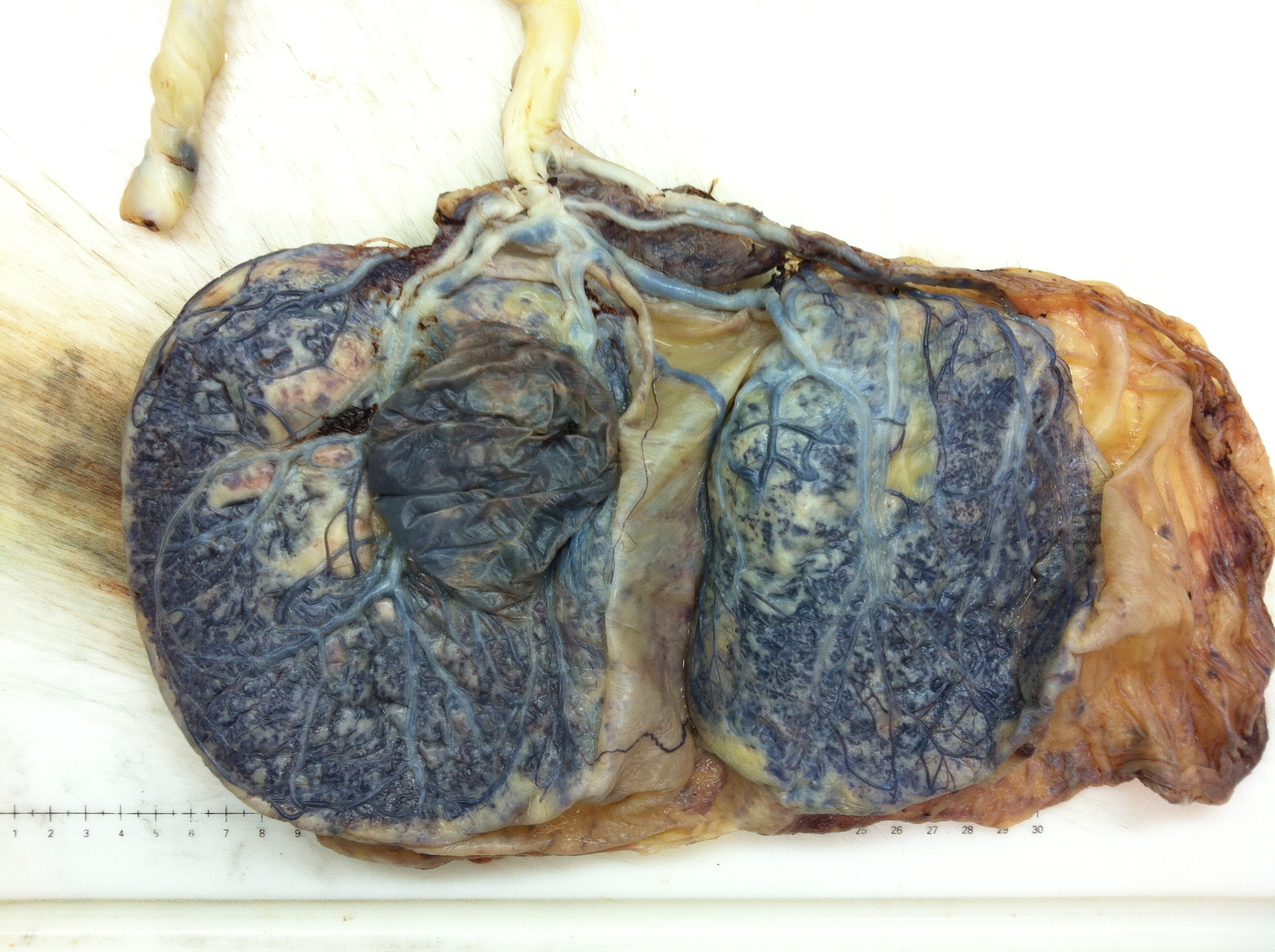

Le placenta bi-partita est une anomalie placentaire. Au lieu de ne former qu’une seule masse, le placenta est divisé en deux parties reliées par le cordon ombilical ou des vaisseaux sanguins. Des cas de placenta tri-partita ou multi-partita existent également lorsque le placenta est divisé en 3 ou plus parties. Si les deux parties du placenta ne sont pas de tailles équivalentes, on appelle plutôt les plus petites cotylédon (ou cotylédons) accessoire(s).
La détection d'un placenta bi-partita est possible lors d'une échographie durant le suivi de grossesse. Elle ne présente pas de problème particulier en soit, mais peut augmenter le risque de placenta praevia avec les risques associés, selon le docteur Laure Masson.
Lors de l'accouchement, l'expulsion des deux parties du placenta pas toujours assurée, il y a un risque accru de rétention placentaire. Le gynécologue doit confirmer la délivrance complète du placenta. 